# Juliana Huxtable

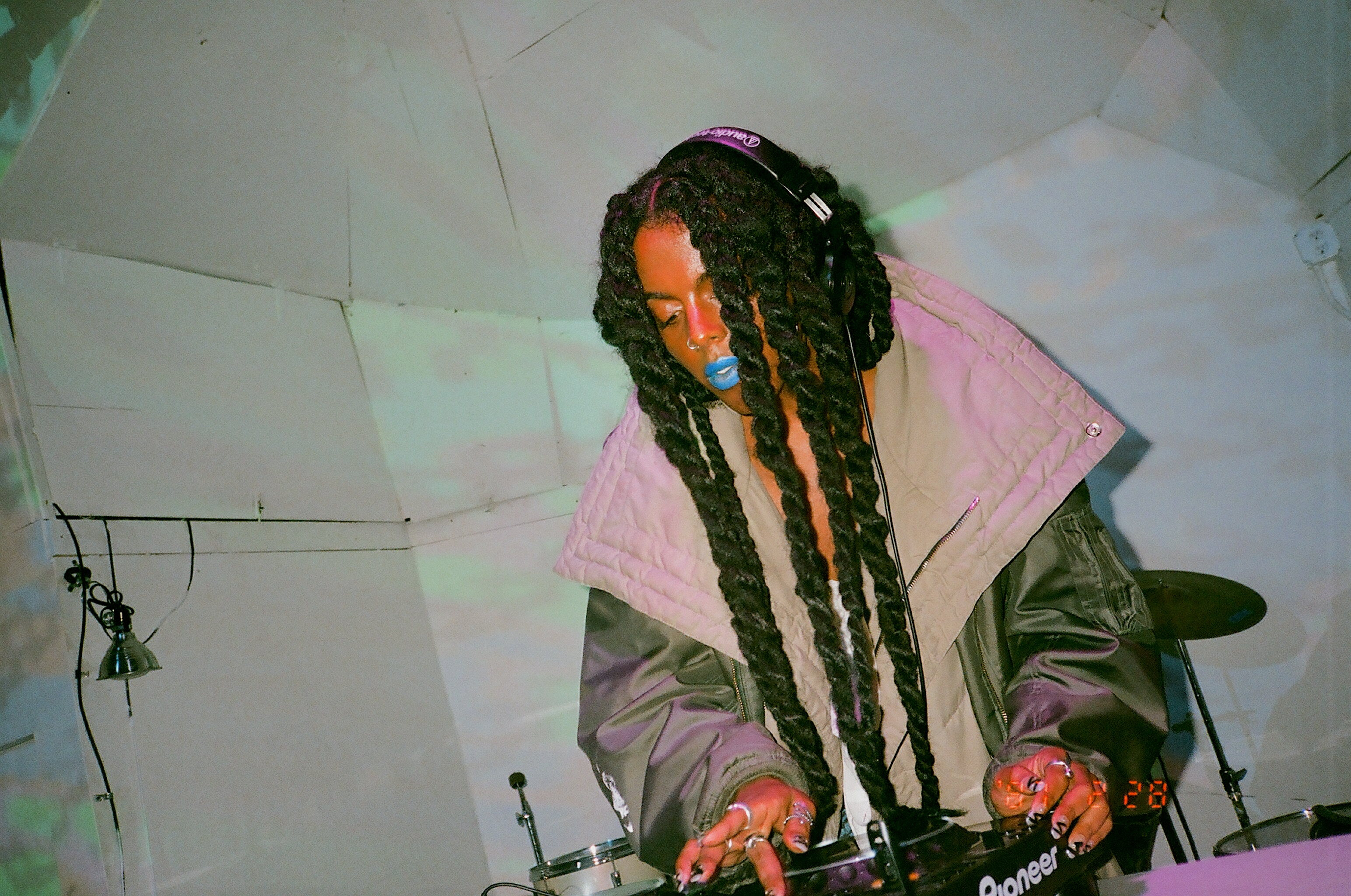
Juliana Huxtable als DJ (2017)

Juliana Huxtable (* 29. Dezember 1987 in Bryan-College Station, Texas) ist eine US-amerikanische Performancekünstlerin, Autorin, DJ, Model und Mitbegründerin des New Yorker Nightlife-Projekts Shock Value. Sie hat an einer Reihe von Orten ausgestellt und performt, darunter beim Fine-Art-Projekt von Reena Spaulings, beim Projekt Native Informant, bei Artists Space, im New Museum, im Museum of Modern Art, im Portland Institute for Contemporary Art und im Institute of Contemporary Arts.  Huxtables multidisziplinäre Kunstpraktiken befassen sich mit einer Reihe von Projekten, wie dem Internet, dem Körper, der Geschichte und dem Text, meist durch einen Prozess, den sie „Konditionierung“ nennt. Huxtable war lange Zeit in New York City ansässig und verlegte 2020 ihren Wohnsitz nach Berlin.

## Leben
Huxtable wuchs in Bryan-College Station, Texas, auf. Sie hat ihre Heimatstadt als „eine typische konservative Stadt im Bibelgürtel von Texas“ beschrieben. Ihre Mutter Kassandra zog Huxtable und ihre beiden Geschwister allein auf, nachdem sie sich scheiden ließ.
Huxtable kam als intersexuelles Kind zur Welt und wurde als Junge aufgezogen. Sie begann nach dem College mit der Angleichung zum weiblichen Geschlecht und merkt an, „dass die Kämpfe mit der Geschlechtskonformität und der sexuellen Identität schon früher in ihrem Leben begannen“. Sie selbst bezeichnet sich als trans Frau. Huxtable zog nach New York City, um am Bard College zu studieren, wo sie 2010 ihren Abschluss machte. In einem Interview mit der Künstlerin Lorraine O’Grady erwähnte Huxtable, dass sie Literatur und Gender Studies studiert hatte.
Nach dem College arbeitete Huxtable als juristische Mitarbeiterin für das Racial Justice Program der American Civil Liberties Union (ACLU). Während ihrer Zeit bei der ACLU erreichte sie eine beachtliche Fangemeinde auf Tumblr, wo sie lange Gedichte und Selbstporträts postete, die mit Mode und Symbolik der Nuwaubian Nation, einer US-amerikanischen Religionsgemeinschaft, experimentierten.
Nachdem sie ihre Position bei der ACLU verlassen hatte, begann Huxtable als DJ. Im Jahr 2013 nahm sie an der Ausstellung Whole House Eats des House of Ladosha in der Superchief Gallery teil. Während ihrer Zeit als DJ integrierte sie regelmäßig Gedichte in ihre DJ-Mixe. Huxtables Poesie wurde im Song Blood Oranges von Le1fs Mixtape Tree House sowie im Laufsteg-Soundtrack des DJs Total Freedom für die Herbst/Winter Modenschau 10.000 Screaming Faggots des Modelabels Hood By Air verwendet.
Huxtables Interesse an Mode führte dazu, dass sie für eine Reihe von Modehäusern und Kampagnen modelte. Im Jahr 2014 wurde sie auf dem Cover zum fünften Jubiläum des C☆NDY-Magazins zusammen mit einer Reihe anderer Transgender-Frauen porträtiert, darunter mit Janet Mock, Carmen Carrera, Geena Rocero, Isis King, Leyna Ramous, Yasmine Petty und Laverne Cox.  Huxtable hat für DKNY, Eckhaus Latta, Chromat und das französische Modehaus Kenzo gemodelt.
Im August 2014 trat Huxtable im Musikvideo zum Song My Offence von Hercules and Love Affair auf. Das Video zeigt Ausschnitte von Gesprächen mit Persönlichkeiten aus der queeren Nachtleben-Szene von New York City, darunter Honey Dijon. Das Bandmitglied Andrew Butler beschrieb den Song und das dazugehörige Video als eine Auseinandersetzung mit seiner „Beziehung zu Tabu-Wörtern und der Verwendung des Wortes „Fotze“ in der schwulen Community von New York City, um Schmeicheleien, Ermächtigung und Stärke zu vermitteln.“
Anfang 2015 wurde Huxtable eingeladen, ihre Werke bei der New Museum Triennial Surround Audience zu präsentieren, die von Lauren Cornell mit dem Künstler Ryan Trecartin kuratiert wurde.  Sie zeigte zwei textbasierte Arbeiten und zwei Selbstporträts, jeweils einen Tintenstrahl-Druck aus der Serie Universal Crop Tops For All The Self-Canonized Saints of Becoming. Diese Arbeiten sind zusammen mit denen des Triennale-Künstlers Frank Benson, die Huxtable in Lebensgröße und in schillernden Farben zeigen, zentrale Werke der Schau. Vogue-Autor Mark Guiducci bezeichnete Huxtable als den Star der New Museum Triennale.
Huxtable nahm an der zweiten Staffel der webbasierten Talkshow Touching the Art von Ovation TV teil, die von der Triennale-Künstlerin Casey Jane Ellison moderiert wurde. Der Künstler K8 Hardy und die Kuratorin des New Museum, Shelley Fox Aarons, waren in dieser Folge ebenfalls zu Gast.
Später im selben Jahr präsentierte Huxtable eine einstündige Performance mit dem Titel There Are Certain Facts That Cannot Be Disputed während der Performa 15 Biennale, die im Museum of Modern Art stattfand. Der Auftritt beinhaltete Poesie, Audio- und Voice-Over, Videoelemente und Live-Musik mit anderen Mitwirkenden und befasste sich mit der komplizierten Beziehung zwischen der ephemeren Natur digitaler Informationen und dem Drang nach historischer Dokumentation im Internet.
Huxtable ist Gründerin und DJ von Shock Value, einem Nightlife-Kollektiv in New York City, das von Künstlerinnen, DJs, Schriftstellerinnen und Modeikonen betrieben wird.
Sie ist ein Mitglied des in New York City ansässigen Künstler-Kollektivs House of Ladosha. Weitere Mitglieder sind Cunty Crawford Ladosha (Adam Radakovich), Neon Christina Ladosha, Paws Off Ladosha (Riley Hooker), Magatha Ladosha (Michael Magnan), La Fem Ladosha (Antonio Blair) und YSL Ladosha (Yan Sze Li). Im Jahr 2017 nahm das Kollektiv an der Gruppenausstellung Trigger: Gender as a Weapon and a Tool im New Museum teil.
2017 veröffentlichte Huxtable zwei Bücher: Mucus in My Pineal Gland und Life.
2019 startete sie das Musikprojekt Annalemma, das von der schottischen Musikerin Sophie produziert wurde.
Die bis dahin größte Einzelausstellung der Künstlerin mit dem Titel Ussyphilia wurde ab September 2023 zur Eröffnung der Berliner Dependance des schwedischen Fotografiemuseums Fotografiska gezeigt.

## Kontroversen
Medienberichten zufolge hat sich Huxtable nach dem Angriff der Hamas auf Israel 2023 mit „der palästinensischen «Gegenwehr» gegen die israelische «Apartheid» solidarisiert“. Dies wurde unter anderem in der Zeit sowie der taz kritisiert.